# Velehrádek
Velehrádek (německy Klein Welehrad) je vesnice, část obce Doubravice v okrese Trutnov. Nachází se asi 1,5 km na jih od Doubravic. Prochází zde silnice II/325. V roce 2009 zde bylo evidováno 31 adres. V roce 2001 zde trvale žilo 32 obyvatel.
Velehrádek leží v katastrálním území Doubravice u Dvora Králové o výměře 4,64 km2.

## Historie
První písemná zmínka o obci pochází z roku 1542.

## Pamětihodnosti
- Havlův mlýn (čp. 5)
- Boží muka